# Ponderosaeule
Die Ponderosaeule (Psiloscops flammeolus, Syn.: Otus flammeolus), auch Ponderosa-Zwergohreule genannt, ist eine Eulenart in Nord- und Mittelamerika aus der Familie der Eigentlichen Eulen. Sie steht zwischen den Zwergohreulen und den Kreischeulen.

## Beschreibung
Die sehr kleine Eule wird 16 bis 18 Zentimeter lang und 45 bis 63 Gramm schwer. Das Weibchen ist im Mittel drei Gramm schwerer als das Männchen. Es gibt eine gelbbraune, rot getönte und eine graue Morphe sowie Übergangsformen. Im Norden ist die graue Morphe die häufigere. Die graubraune Oberseite ist mit feinen schwärzlichen Flecken und Schaftstrichen gezeichnet. Große rostbraune Bereiche der Schulterfedern bilden ein deutliches Schulterband. Die Flügel sind hell-dunkel gebändert, ebenso der Schwanz. Die Unterseite ist graubraun mit helleren und dunkleren Flecken sowie rostbraunen Punkten und schwärzlichen Schaftstrichen. Die Augenbrauen über den großen dunkelbraunen Augen sind weißlich, die Federohren kurz. Der kleine Schnabel ist gräulich braun. Die Beine sind bis zum Ansatz der Zehen befiedert, die Krallen schwarzbraun.

## Lebensweise
Sie bevorzugt Bergwälder mit der Gelb-Kiefer (Pinus ponderosa), Douglasien oder einer Mischung aus Eichen und Espen zwischen 400 und 3000 Meter Höhe. Sie erbeutet fast ausschließlich Arthropoden, vorwiegend nachtaktive Insekten wie Nachtfalter, die sie oft über den Baumkronen jagt und mit dem Schnabel ergreift. Die Stimme ist ein recht tiefer, kurzer Ruf huup, der in Abständen von zwei bis drei Sekunden wiederholt wird.
Ponderosaeulen brüten in Baumhöhlen, die entweder natürlich entstanden oder von anderen Vogelarten ausgehöhlt wurden. Die Weibchen legen zwei bis drei Eier, aus denen nach etwa drei Wochen die Jungvögel schlüpfen. Diese werden anschließend für weitere drei Wochen im Nest versorgt, folgen aber auch nach dem Flüggewerden noch einige Zeit lang einem der beiden Altvögel. Die Art gilt als recht langlebig, in der Wildnis können weibliche Exemplare bis zu acht Jahre alt werden, während Männchen mit einem Alter von bis zu zwölf Jahren bekannt sind.

## Verbreitung

Verbreitung der Ponderosaeule
Brutgebiete
Migration
Ganzjährig
Winterquartiere

Die Ponderosaeule ist ein Langstreckenzieher, dessen Winterquartiere sich in einem schmalen Streifen von Zentralmexiko bis in den Norden El Salvadors erstrecken. In den Sommermonaten zieht ein Großteil der Population nordwärts in ihre Brutgebiete, die sich über ein ausgedehntes Gebiet in den westlichen Vereinigten Staaten bis in das südliche British Columbia in Kanada erstrecken. Dieses Gebiet ist jedoch nicht zusammenhängend und weist immer wieder große Lücken auf. Die Art ist dafür bekannt, teils auch sehr kleinräumige, geeignete Areale zu erschließen. So werden etwa im Südwesten der Vereinigten Staaten isolierte Bergketten umgeben von ausgedehnten Wüstengebieten besiedelt. In anderen Fällen gelangen Nachweise von Brutvorgängen in Wäldern von nur 40 Hektar Größe. Im Norden nimmt die Bestandsdichte ab, während die Art im Süden noch immer recht häufig ist. Allgemein gilt die Art als nicht gefährdet, in einigen westlichen US-Bundesstaaten gehört sie zu den am häufigsten vorkommenden fleischfressenden Vögeln. Die IUCN stuft die Ponderosaeule derzeit auf der niedrigsten Gefährdungsstufe least concern ein.

## Systematik
Die Erstbeschreibung der Ponderosaeule stammt aus dem Jahr 1852 und geht auf den deutschen Zoologen Johann Jakob Kaup zurück, der ihr zunächst den wissenschaftlichen Namen Scops flammeola gab. Lange Zeit wurde die Art in die Gattung der Zwergohreulen (Otus) gestellt, molekulargenetische Untersuchungen stellten jedoch trotz morphologischer Ähnlichkeiten eine erhebliche Distanz zu allen anderen Arten dieser Gattung fest. Nach moderner Auffassung steht die Art nun alleine in der Gattung Psiloscops. Vor allem auf Grund einer erheblichen Variabilität bei der Färbung des Gefieders wurden in der Vergangenheit für die Ponderosaeule diverse Unterarten beschrieben, deren Gültigkeit jedoch in allen Fällen zumindest zweifelhaft ist. Ein Großteil der wissenschaftlichen Autoren betrachtet die Art derzeit als monotypisch.